# Magnae nobis
Magnae nobis  è una enciclica di papa Benedetto XIV, datata 29 giugno 1748, e scritta all'Episcopato della Polonia, nella quale il Pontefice, lamentandosi delle voci diffuse in Polonia, secondo le quali la Santa Sede avrebbe concesso dispense matrimoniali in contrasto con le norme canoniche, conferma il tradizionale pensiero dei Papi su tale materia, ed esorta i Vescovi polacchi a vigilare affinché le disposizioni derivate dal Concilio di Trento vengano osservate ed applicate fedelmente.

## Fonte
- Tutte le encicliche e i principali documenti pontifici emanati dal 1740. 250 anni di storia visti dalla Santa Sede, a cura di Ugo Bellocci. Vol. I: Benedetto XIV (1740-1758), Libreria Editrice Vaticana, Città del Vaticano 1993